# Viadana rhombifolia
Viadana rhombifolia är en insektsart som först beskrevs av Brunner von Wattenwyl 1891.  Viadana rhombifolia ingår i släktet Viadana och familjen vårtbitare. Inga underarter finns listade i Catalogue of Life.